# Jesus, vid din fot med skövlat hopp
Jesus, vid din fot med skövlat hopp är en sång från 1889 med text och musik av Herbert Booth.

## Publicerad i
- Musik till Frälsningsarméns sångbok 1907 som nr 217.
- Frälsningsarméns sångbok 1929 som nr 16 under rubriken "Frälsningssånger - Frälsningen i Kristus".
- Frälsningsarméns sångbok 1968 som nr 58 under rubriken "Frälsning".
- Frälsningsarméns sångbok 1990 som nr 353 under rubriken "Frälsning".